# Open Your Heart 〜素顔のままで〜
『Open Your Heart 〜素顔のままで〜』（オープン・ユア・ハート・すがおのままで）は、JUJUの1枚目のミニアルバム。2007年6月6日発売。発売元はソニー・ミュージックアソシエイテッドレコーズ。

## 概要
本作の収録曲のうち「Open Your Heart 〜素顔のままで〜」、「奇跡を望むなら...」の2曲は後に1stフルアルバム『Wonderful Life』に、「There Must Be An Angel」、「I like it」、「New York State Of Mind」の3曲は3rdアルバム『JUJU』の初回限定盤のみ付属の特典CD『She Sings...』およびカバーアルバム『TIMELESS』にそれぞれ収録される。

## 収録曲
1. Open Your Heart 〜素顔のままで〜(5:00)
作詞：JUN.T、田中隼人/作曲：田中隼人/編曲：CHOKKAKU
2. There Must Be An Angel(4:36)
Eurythmicsのカバー
作詞：Dave Stewart, Annie Lennox/作曲：Dave Stewart, Annie Lennox/編曲：E-3, DJ HIROnyc
フジテレビ系「めざましテレビ」占いコーナーOA曲
3. 奇跡を望むなら...(6:17)
3rdシングル
作詞・作曲：E-3、編曲：E-3、DJ HIROnyc
テレビ東京系ドラマ24「クピドの悪戯 虹玉」エンディングテーマ
SUBARU「LEGACY OUTBACK」CMソング
テレビ東京系「JAPAN COUNTDOWN」2月度オープニングテーマ
テレビ東京系「美しくやせたい女たちの驚異の記録〜その後〜」エンディングテーマ
テレビ東京系「たけしの誰でもピカソ」エンディングテーマ
dwango着うたCMソング
4. I like it(5:13)
DeBargeのカバー
作詞：Randy De Barge, Elda Debarge, Etterlene Jordan/作曲：Randy De Barge, Elda Debarge, Etterlene Jordan
5. CRAVIN' -07mix-(4:53)
2ndシングル
作詞・作曲：JUJU, E-3, DJ HIROnyc
6. Guilty Pleasure(5:03)
作詞：JUJU, E-3/作曲：JUJU
松坂屋「2007サマー 水着・浴衣」CMソング
7. 光の中へ -07mix-(4:56)
1stシングル
作詞・作曲：JUJU, E-3
8. New York State Of Mind(5:41)
Billy Joelのカバー
作詞・作曲：Billy Joel/編曲：DJ HIROnyc, E-3